# Dozulé
Dozulé je francouzská obec v departementu Calvados v regionu Normandie. Žije zde přibližně 2 300 obyvatel.

## Geografie

### Sousední obce
| Růžice kompasu | Cricqueville-en-Auge | Grangues        | Angerville         | Růžice kompasu |
| Růžice kompasu |                      | Sever           | Saint-Léger-Dubosq | Růžice kompasu |
| Růžice kompasu | Dozulé               |                 | Saint-Léger-Dubosq | Růžice kompasu |
| Růžice kompasu | Jih                  |                 | Saint-Léger-Dubosq | Růžice kompasu |
| Růžice kompasu | Putot-en-Auge        | Beuvron-en-Auge | Saint-Jouin        | Růžice kompasu |